# Sorn
Chonnasorn Sajakul (n. 19 noiembrie 1996, Bangkok, Thailanda), cunoscută ca Sorn, este o cântăreață thailandeză,fostă membră a formației CLC.